# Lepidosperma ferriculmen
Lepidosperma ferriculmen är en halvgräsart som beskrevs av Russell Lindsay Barrett. Lepidosperma ferriculmen ingår i släktet Lepidosperma och familjen halvgräs. Inga underarter finns listade i Catalogue of Life.